# Ілль
Ілль - річка в Австрії у федеральній землі Форарльберг, права притока Рейну. 
Річка витікає з Альпійського гірського хребта Сильвретта і тече у північно-західному напрямку, до австро-швейцарського кордону, де, недалеко від міста Майнінген впадає у Рейн. Це найбільша притока Альпійського Рейну
Довжина річки 72 км, площа басейну 1281 км². На річці влаштовано кілька дамб з гідроелектростанціями: Вальгау, Копс І, Копс ІІ.